# Beleza S/A
Beleza S/A é um seriado brasileiro de televisão, atualmente produzido pela O2 Filmes, exibido no canal de televisão a cabo GNT. Teve sua estreia dia 7 de agosto de 2013. Criado por Andrea Barata Ribeiro e Marcio Alemão Delgado, tem roteiros de Marcio Alemão Delgado, Nina Crintzs e Pedro Furtado. A direção é de Fabrizia Pinto.

## Sinopse
A série relata a vida e consultas de três doutores, Alex (Antonio Petrin), Jairo (Antonio Saboia), cirurgiões e Cleo (Gabriela Carneiro da Cunha) endocrinologista, que são sócios em uma clínica estética de alto nível e recebem todo o tipo de pacientes que fazem procedimentos cirúrgicos para conseguirem o corpo idealizado.

## Elenco
| Ator                       | Personagem |
| -------------------------- | ---------- |
| Antonio Petrin             | Dr. Alex   |
| Antonio Saboia             | Dr. Jairo  |
| Gabriela Carneiro da Cunha | Dra. Cleo  |
| Cláudia Alencar            | Lenira     |
| Cecília Homem de Mello     | Ester      |
| Isabella Mansor            | Joana      |
| Fafá Rennó                 | Priscila   |

Participações especiais
| Ator        | Personagem |
| ----------- | ---------- |
| Thays Gorga | Karine     |